# Пшибишиці
Пшибишиці (пол. Przybyszyce) — село в Польщі, у гміні Єжув Бжезінського повіту Лодзинського воєводства.
Населення — 193 особи (2011).
У 1975-1998 роках село належало до Скерневицького воєводства.

## Демографія
Демографічна структура станом на 31 березня 2011 року:
|          | Загалом | Допрацездатний вік | Працездатний вік | Постпрацездатний вік |
| -------- | ------- | ------------------ | ---------------- | -------------------- |
| Чоловіки | 94      | 18                 | 59               | 17                   |
| Жінки    | 99      | 17                 | 50               | 32                   |
| Разом    | 193     | 35                 | 109              | 49                   |